# 大坡梁-天泉寺墓群
大坡梁-天泉寺墓群，位于中国甘肃省金塔县，为一个省级文物保护单位，类型为古墓葬。
大坡梁-天泉寺墓群的历史年代为汉、晋。